# J.P. McGowan
John Paterson McGowan (24 de febrero de 1880 – 26 de marzo de 1952) fue un actor, guionista, director cinematográfico y especialista australiano. 

## Biografía
Nacido en Terowie, Australia Meridional, McGowan se crio en Adelaida (Australia Meridional) y Sídney. Fue un experto jinete y sirvió en la Segunda Guerra de los Bóer como transporte de partes.
McGowan viajó a los Estados Unidos para formar parte de una exhibición sobre las Guerras de los Bóeres que tuvo lugar en la Exposición Universal de San Luis (1904). A partir de ese momento empezó a trabajar en el teatro, y en 1910 se unió a Kalem Company, en la ciudad de Nueva York. Ese año McGowan actuó debutó en el cine actuando en A Lad from Old Ireland, primera producción estadounidense rodada en otro país, en este caso Irlanda.
Gracias a su habilidad como jinete, McGowan llevó a cabo muchas de las escenas ecuestres de Kalem.
Además, McGowan dirigió los primeros veintiséis episodios de la serie de filmes de aventuras producida por Kalem en 1914, The Hazards of Helen. Mientras filmaba, empezó una relación sentimental con la estrella de la producción, Helen Holmes, con la que se casó. El matrimonio dejó Kalem y fundó su propia productora, aunque su colaboración cesó cuando se divorciaron en 1925.
McGowan tuvo éxito en la transición del cine mudo al sonoro. Aunque no llegó a ser una gran estrella, tuvo una activa carrera que abarcó un total de cuatro décadas, actuando en más de 180 filmes, escribiendo 26 guiones, y dirigiendo más de 165 producciones. En 1932 dirigió a un joven John Wayne en el serial de 12 capítulos titulado The Hurricane Express.
J.P. McGowan falleció en 1952 en Hollywood, California,  y fue enterrado en el Cementerio Forest Lawn Memorial Park de Glendale (California). 
McGowan es el único australiano nombrado miembro vitalicio del Gremio de directores americanos.